# Interavia Airlines
Interavia Airlines (ex-Astair Airlines) (en russe, Компания АСТЭЙР) (Code AITA : ZA ; code OACI : SUW) est une compagnie aérienne de Russie basée à l'Aéroport international Domodedovo à Moscou. Elle officie depuis juillet 2005 en tant que descendante d'Astair Airlines.

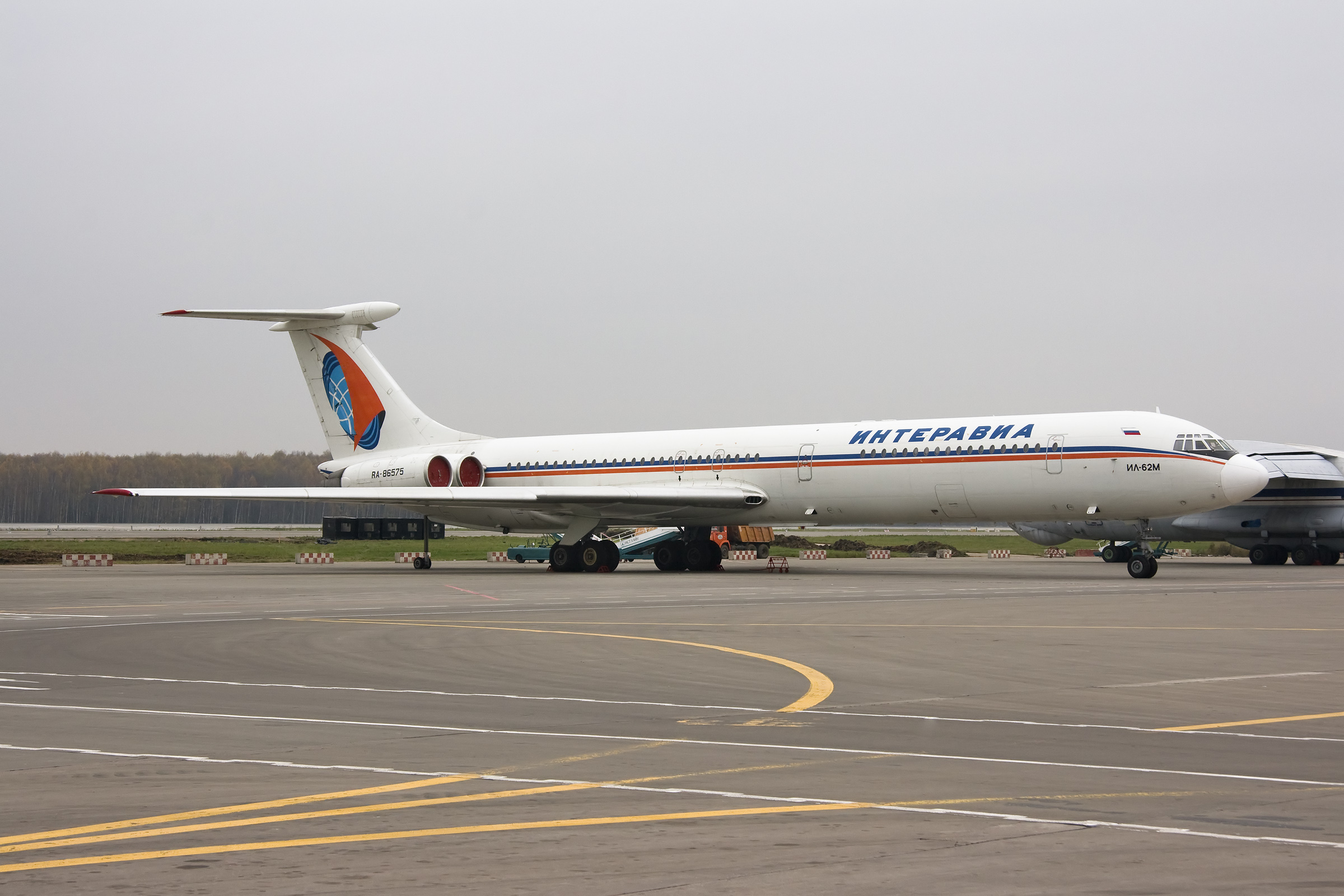
Iliouchine Il-62 de la compagnie Interavia Airlines

## Historique
La compagnie a été créée en 1998 sous le nom de Astair Airlines. Elle est devenue Interavia Airlines le 18 mai 2005. 

## Codes
- Selon l'Association internationale du transport aérien AITA : ZA
- Selon l'Organisation de l'aviation civile internationale OACI : SUW
- Nom d'appel :

## Chiffres
- En juillet 2006 Interavia Airlines faisait partie des sept principales compagnies de l'aéroport international de Domodedovo.

## Destinations
En mai 2007, la compagnie exploite sept destinations à travers la Russie : 
- Anapa
- Arkhangelsk
- Blagovechtchensk
- Irkoutsk
- Magadan
- Mineralnye Vody
- Moscou

## Flotte
La compagnie exploite différents types d'avions d'origine russe (mars 2007) :
- 3 Iliouchine Il-62
- 1 Yakovlev Yak-42

La compagnie envisage de moderniser sa flotte par la mise en place d'Airbus A320 en leasing.